# Augustthal (Prillwitz)
Augustthal war ein Wohnplatz in der preußischen Provinz Pommern. Er liegt heute wüst im Gebiet der Woiwodschaft Westpommern in Polen.
Die Wüstung liegt in Hinterpommern, etwa 50 Kilometer südöstlich von Stettin und etwa 13 Kilometer südöstlich der Kreisstadt Pyritz.
Augustthal wurde im Jahre 1804 als Vorwerk des Rittergutes Prillwitz etwa ½ Meile südsüdwestlich von Prillwitz am nördlichen Rand des Prillwitzer Forstes angelegt. Der Gutsbesitzer von Prillwitz, August Heinrich von Borgstede, gab dem Vorwerk den Ortsnamen „Augustthal“. Beim Vorwerk wurde auch eine Ziegelei eingerichtet.
Bei der Volkszählung im Deutschen Reich 1871 wurden in Augustthal 62 Einwohner in 5 Wohnhäusern gezählt, im Jahre 1910 77 Einwohner. Augustthal gehörte zum Gutsbezirk Prillwitz.
Später wurde Augustthal mit dem Gutsbezirk Prillwitz in die Landgemeinde Prillwitz eingemeindet. Bis 1945 bildete Augustthal einen Ortsteil der Gemeinde Prillwitz und gehörte mit dieser zum Landkreis Pyritz in der preußischen Provinz Pommern.
Nach dem Zweiten Weltkrieg kam Augustthal, wie ganz Hinterpommern, an Polen. Heute liegt Augustthal wüst im Gebiet der Gmina Przelewice in der Woiwodschaft Westpommern.